# 山本英之
山本 英之（やまもと ひでゆき、1982年6月5日 - ）は、日本の男子バレーボール選手。和歌山県有田市出身。ポジションはミドルブロッカー。

## 来歴
耐久高校から大阪商業大学へ進学。大学卒業後の2005年に豊田合成トレフェルサに入団した。
2009年の全日本代表登録メンバーに初選出された。
2011年3月に現役引退を発表し、第二の人生を進むとコメントした。しかし、次の2011-2012シーズンが始まる前に、Vチャレンジリーグの近畿クラブスフィーダに入団。2013年まで在籍した。
Vリーグ選手としての現役を退いて以降も、国体和歌山県チームでのプレーを続けている。

## 所属チーム
- 耐久高校
- 大阪商業大学
- 豊田合成トレフェルサ（2005年-2011年）
- 近畿クラブスフィーダ（2011-2013年）